# سیدمحله (ساری)
سیدمحله، روستایی است از توابع بخش رودپی شهرستان ساری در استان مازندران ایران.

## جمعیت
این روستا در دهستان رودپی غربی قرار داشته و براساس آخرین سرشماری مرکز آمار ایران که در سال ۱۳۸۵ صورت گرفته، جمعیت آن ۱۶۳۸نفر (۴۴۵خانوار) بوده‌است.